# Oberaltenbuch
Oberaltenbuch ist eine Gemarkung in der Gemeinde Altenbuch im unterfränkischen Landkreis Miltenberg (Bayern). Bis 1938 bestand die Gemeinde Oberaltenbuch.

## Geographie

### Lage
Oberaltenbuch befindet sich ungefähr 25 Kilometer südöstlich von Aschaffenburg.

### Nachbargemarkungen
Nachbargemarkungen im Uhrzeigersinn im Norden beginnend sind Altenbucher Forst, Unteraltenbuch und Krausenbach.

## Geschichte

### Bis zur Gemeindegründung
Oberaltenbuch (vorher der Kartause Grünau zugehörend) wurde 1806 im Fürstentum Aschaffenburg mediatisiert. Seit den Verträgen von Paris 1814 gehört Oberaltenbuch zu Bayern. Am 1. Oktober 1814 wurde Oberaltenbuch ein Amtsort im Herrschaftsgericht Triefenstein. Im Zuge der Verwaltungsreformen in Bayern entstand mit dem Gemeindeedikt von 1818 die Gemeinde Oberaltenbuch.

### Verwaltungsgeschichte
Die etwa 293 Hektar große Gemeinde Oberaltenbuch lag im Bezirksamt Marktheidenfeld und hatte im Jahr 1910 ihren höchsten Einwohnerstand mit 304 Einwohnern. Am 1. April 1938 erfolgte die Neubildung der Gemeinde Altenbuch aus den Gemeinden Ober- und Unteraltenbuch.